# 東日本旅客鉄道大船工場

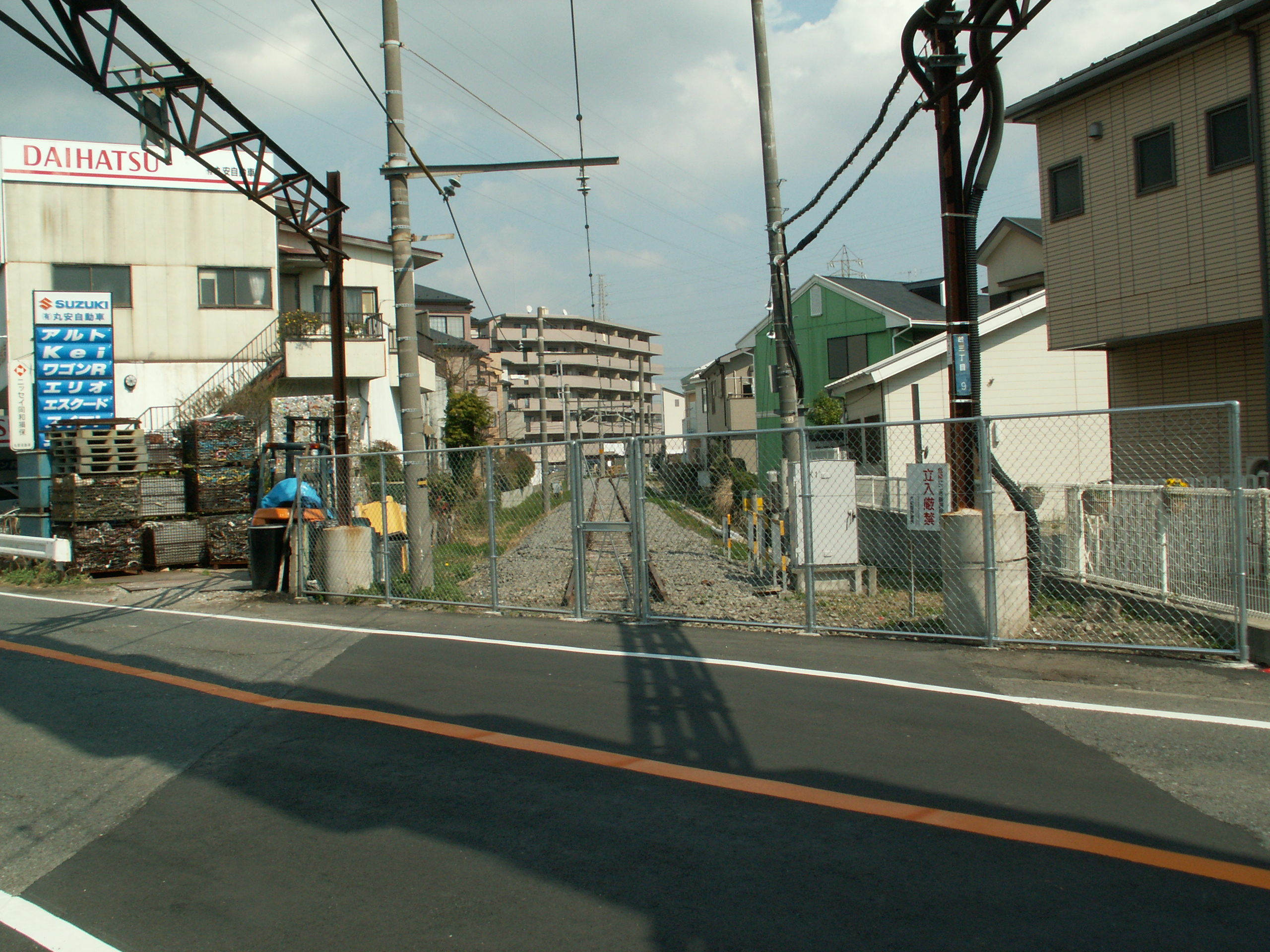
引込み線跡。業務終了に伴い、廃止された。踏切部分の線路は撤去されたが、その他は放置されている（湘南モノレール富士見町駅付近）。

東日本旅客鉄道大船工場（ひがしにほんりょかくてつどうおおふなこうじょう）は、神奈川県鎌倉市梶原にあった東日本旅客鉄道（JR東日本）の車両工場である。最寄り駅は湘南モノレール江の島線湘南深沢駅。
重要部検査と全般検査を担当する工場である。2000年（平成12年）に大船電車区の検修部門と統合されて鎌倉総合車両所（深沢地区。後に鎌倉総合車両センターに改称）となったが、統合以前と業務が大きく異なっていた訳ではなく、引き続き首都圏の電車の検査修繕等を行っていた。統合後でも慣例的に「大船工場」と呼ばれることがあった。
209系電車以降の「新系列車両」の増加による保守体系の見直しにより、検査業務が縮小され、2006年（平成18年）2月9日をもって東京総合車両センターと大宮総合車両センターに業務を引き継がせる形で検査業務を終了し、同年3月31日限りで閉鎖された。

## 概要
当地にはかつて海軍工場（横須賀海軍工廠深沢分工場）があり、太平洋戦争終結後にGHQの許諾を受けて、その敷地と建設中の線路を受け継いで建設した。日本国有鉄道時代には、電車のみならず客車の修繕や改造も手掛けていた。
大船駅からの入出場線は、いったん横須賀線に沿って久里浜方面に向かい、途中でスイッチバックする線形になっているため、直接入出場することはできない。
敷地内には鎌倉市の有形文化財に指定された泣塔が存在する。また近隣には湘南モノレールの車両基地がある。また、最寄りの湘南京急バスの停留所は鎌倉総合車両所への改称から現在に至るまで「大船工場」のままとなっている。
鉛などに汚染されていた跡地の汚染対策費と建物解体費の合計が売却予定額を数十億上回るという結果が出ており、鎌倉市とJR東日本の間で協議を続けていたが、土壌処理を2012年から2014年にかけて実施することとなった。引き続き、鎌倉市が周辺地域を含めた総合整備事業を進めている。

## 整備済み車両の車体に記されていた略号
- 「KK」：鎌倉総合車両センター時代 (KamaKura)[5]
- 「OF」：大船工場時代 (OFuna)

## 歴史
- 1945年（昭和20年）12月1日 - 大井工機部（現在の東京総合車両センター）大船分工場として発足。
- 1952年（昭和27年） - 電車の修繕を開始。
- 1950年（昭和25年）4月1日 - 大船工機部として分離。
- 1952年（昭和27年）8月5日 - 大船工場と改称。
- 1987年（昭和62年）4月1日 - 国鉄分割民営化により、JR東日本に継承。東京地域本社の所管となる。
- 1996年（平成8年）10月1日 - 横浜支社に所管換え
- 2000年（平成12年）7月1日 - 大船電車区（検修部門）と統合され、鎌倉総合車両所（深沢地区）となる[6]。
- 2004年（平成16年）6月1日 - 鎌倉総合車両センターに改称される。
- 2006年（平成18年）2月9日 - 検査業務を終了。
  - 3月31日 - この日限りで正式に廃止となり、閉鎖。これにより、長島地区は鎌倉車両センターに改称される。

## 入換動車

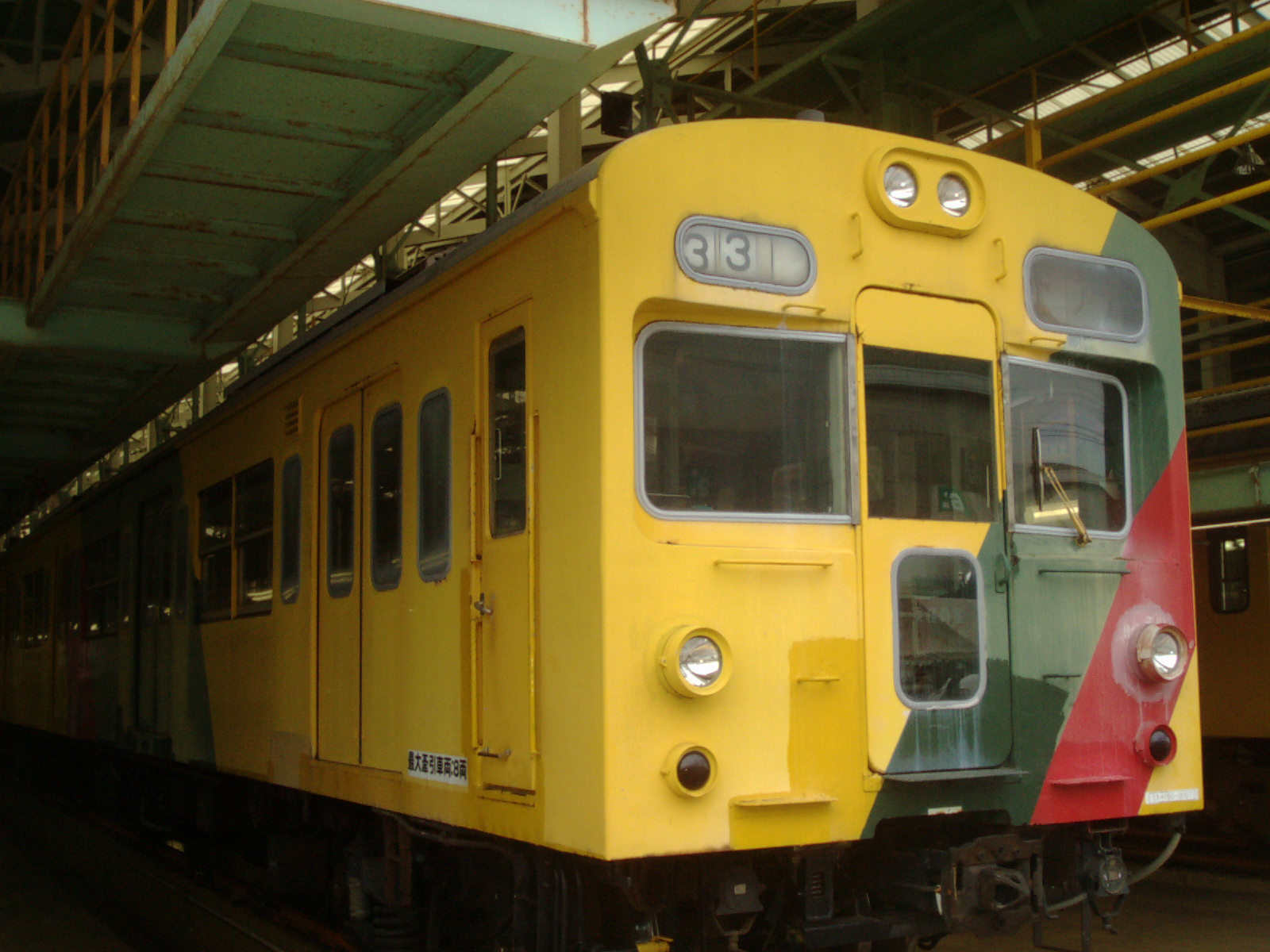
入換動車のクモハ102-1201

車籍のない入換動車として、クモル145，クル144(元車番不明)を始め下記の車両が使用されていたが、工場部門の業務終了に伴い用途廃止となった。
- クモヤ145形
  - 2両（クモヤ145-2、111）
- 103系電車
  - 別々に運用されていた2両（クモハ103-11+クモハ102-1201）を組み合わせ、パンタグラフ移設・前照灯を増設・塗色変更のうえで使用されていた。

## 製造された車両
民営化後、社内技術力の維持向上等を目的として、107系電車がJR東日本の各工場で新造されることになり、大船工場でも一部を担当したことに始まる。いずれも、東急車輌製造から構体ブロックを購入し、大船工場内で艤装・内装組み立てを行ったノックダウン生産である。
209系電車の製造経験は、その後1994年10月に開設された新津車両製作所で活かされることになった。
- 107系電車

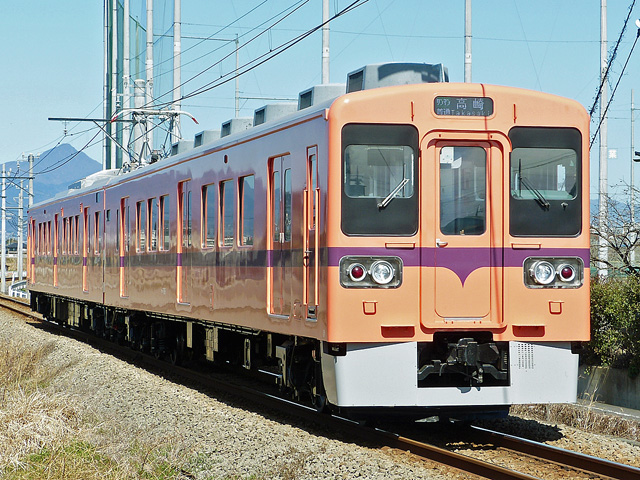
大船工場製107系の生き残り
上信電鉄700形705編成

  - 1988年から1990年の間に12両が製造された。McTc'1,4,8,101,111,114
  - このうちMcTc'114は2017年に上信電鉄に譲渡。

- 205系電車
  - 1989年から1991年の間に9両が製造された。MM'230,512,513,TcTc'513,T145
  - うち6両（制御車2両を含む）は、相模線向け500番台。

- 209系電車
  - 1992年から1994年の間に14両（901系として登場した2両を含む、中間車のみ）が製造された。 MM'24,39,70,T923,924,48,51,52,74,135,136
  - うち、MM'39は2008年に長野総合車両センターで改造され、横浜支社用の訓練機械となった。

- E217系電車
  - 1996年から1998年の間に12両（中間車のみ）が製造された。 MM'2021,2039,2059,T2021,2022,2039,2040,2059,2060

## 検査担当車両
2006年2月、検査業務終了時の担当車両
- 113系電車
  - 国府津車両センター配置

- 185系電車
  - 田町車両センター配置
  - 高崎車両センター配置

- 183系電車
  - 田町車両センター配置

- 215系電車
  - 田町車両センター配置

- 251系電車
  - 田町車両センター配置

- 253系電車
  - 鎌倉総合車両センター（長島地区）配置

- 255系電車
  - 幕張車両センター配置

## 保存車両
- 20系客車

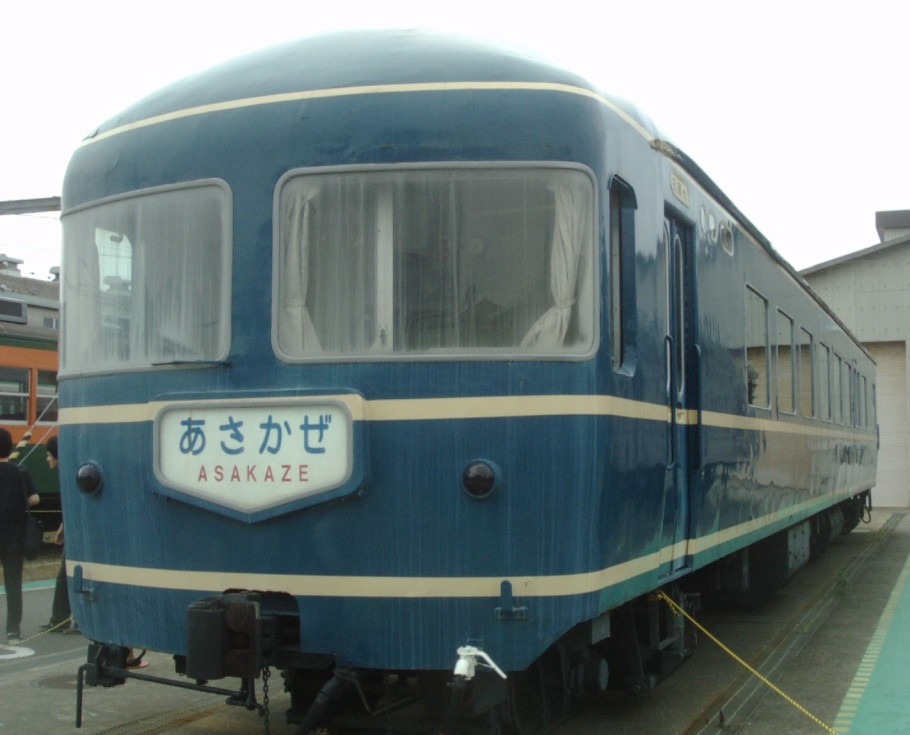
ナハネフ22 1 2004年9月18日撮影

  - ナハネフ22 1 が保管されていた。深沢地区の廃止と同時期に大宮総合車両センターに移送、その後整備を受け、2007年より鉄道博物館で展示されている。

- クモハ11形電車
  - クモハ11248 が工場建屋内に深沢地区の閉鎖後も保管されていたが、2013年2月に建屋の解体と同時に解体された。

また、南武支線用の101系電車が廃車後も解体を保留され所内に保管されていたが、深沢地区の廃止に伴い解体された。